# Mauro Bergamasco
Mauro Bergamasco (* 1. května 1979, Padova) je bývalý italský ragbista, jehož hlavní pozice byla rváček. Stal se druhým ragbistou (po Brianu Limovi), který si zahrál na pěti světových šampionátech. Za italskou reprezentaci odehrál 106 zápasů a položil 15 pětek (1998–2015). Byl u historicky prvního zápasu Itálie na Six Nations. V roce 2007 položil vítěznou pětku v zápase proti Walesu, což bylo pro Itálii první výhra proti Walesu v historii Poháru 6 národů.
Stal se dvojnásobným vítězem italské ligy s Bennetonem Treviso (2001, 2003). Po přestupu do Francie vyhrál jako hráč Stade Francais dvakrát francouzskou ligu (2004, 2007). V roce 2011 hrál za Barbarians proti Austrálii. Má bratra Mircoa, se kterým hrál v reprezentaci i za Stade Francais.
Po MS 2015 ukončil svou kariéru. Byl součástí technického personálu mládežnického týmu Petrarca. V roce 2022 podepsal tříletou smlouvu s amatérským italským týmem Tigri Bari jako technický ředitel. Minimálně v roce 2024 byl součástí trenérskému týmu Limoges hrající pátou francouzskou ligu.

## Klubová kariéra
- 1997 – 2000 Petrarca
- 2000 – 2003 Benneton Treviso
- 2003 – 2011 Stade Francais
- 2011 – 2012 Aironi
- 2012 – 2015 Zebre Parma